# Vinkovci
Vinkovci (en hongrois : Vinkovce) est une ville et une municipalité située à l'est de la Slavonie, dans le comitat de Vukovar-Syrmie, en Croatie. Au recensement de 2001, la municipalité comptait 35 912 habitants, dont 88,99 % de Croates et 7 % de Serbes et la ville seule comptait 33 239 habitants.

## Géographie
Vinkovci est localisé sur la rivière Bosut, 19 km au sud-ouest de Vukovar, 24 km au nord de Županja et 43 km au sud de Osijek; la ville est à une altitude de 90 m.
Historiquement, il s’agit d’un nœud ferroviaire permettant la correspondance entre l’Orient-Express et les lignes roumaines.

## Localités
La municipalité de Vinkovci compte deux localités : Mirkovci et Vinkovci.

## Histoire
La ville est située à l'emplacement de la colonie romaine de Cibales qui donna naissance aux empereurs Valentinien Ier et Valens. Elle s'appelait Cibalae puis plus tard elle devint la Colonia Aurelia Cibalae.
Diverses persécutions contre les chrétiens s'y déroulent, entre autres en 250 et 304. 
En 333, l'anonyme de Bordeaux s'y arrête et note le nom de Civitas Cibalis.
Les autres dénominations modernes sont Vinkovce, Winkowitz. "Vinko" renvoie à Vincent de Saragosse (saint, martyr en 304).
Les Turcs occupent la région en 1536.
Depuis le traité de Karlowitz (1699) jusqu'en 1918, Winkowcze fait partie de la monarchie autrichienne (empire d'Autriche), dans la province de Croatie-Slavonie en 1850 .  Après le compromis de 1867, elle est intégrée au royaume de Croatie-Slavonie dans la Transleithanie, dépendant du royaume de Hongrie. Plus précisément, le régiment N°7  des Confins militaires y est basé. 

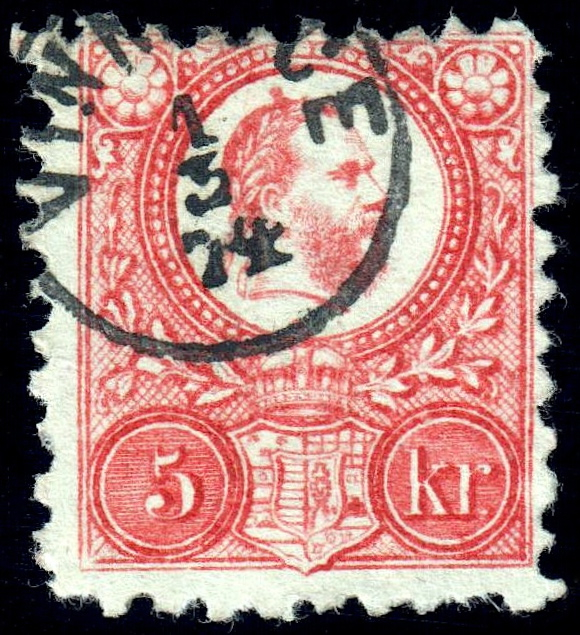
Timbre de Hongrie oblitéré VINKOVCE en 1874

## Culture
La ville est extrêmement riche du point de vue culturel et de l'héritage historique, L'attraction la plus intéressante reste l'église pré-romane à Meraja (construite en 1100, avec le blason des rois Coloman et Ladislas), connue comme étant l'un des plus importants monuments culturels et historiques en Croatie.

## Personnalités
- Danijel Ljuboja (1978-), footballeur professionnel de nationalités serbe et française, est né à Vinkovci.
- Dina Merhav (1936-2022), sculptrice israélienne, est née à Vinkovci.
- Slavko Kopač (1913-1995), peintre et sculpteur y est né.

## Dans la fiction
La ville et la gare de Vinkovci (orthographié Vincovci dans l'histoire) figurent dans le roman policier Le Crime de l'Orient-Express par Agatha Christie comme le lieu où l'Orient-Express est bloqué proche.